# Incertae sedis

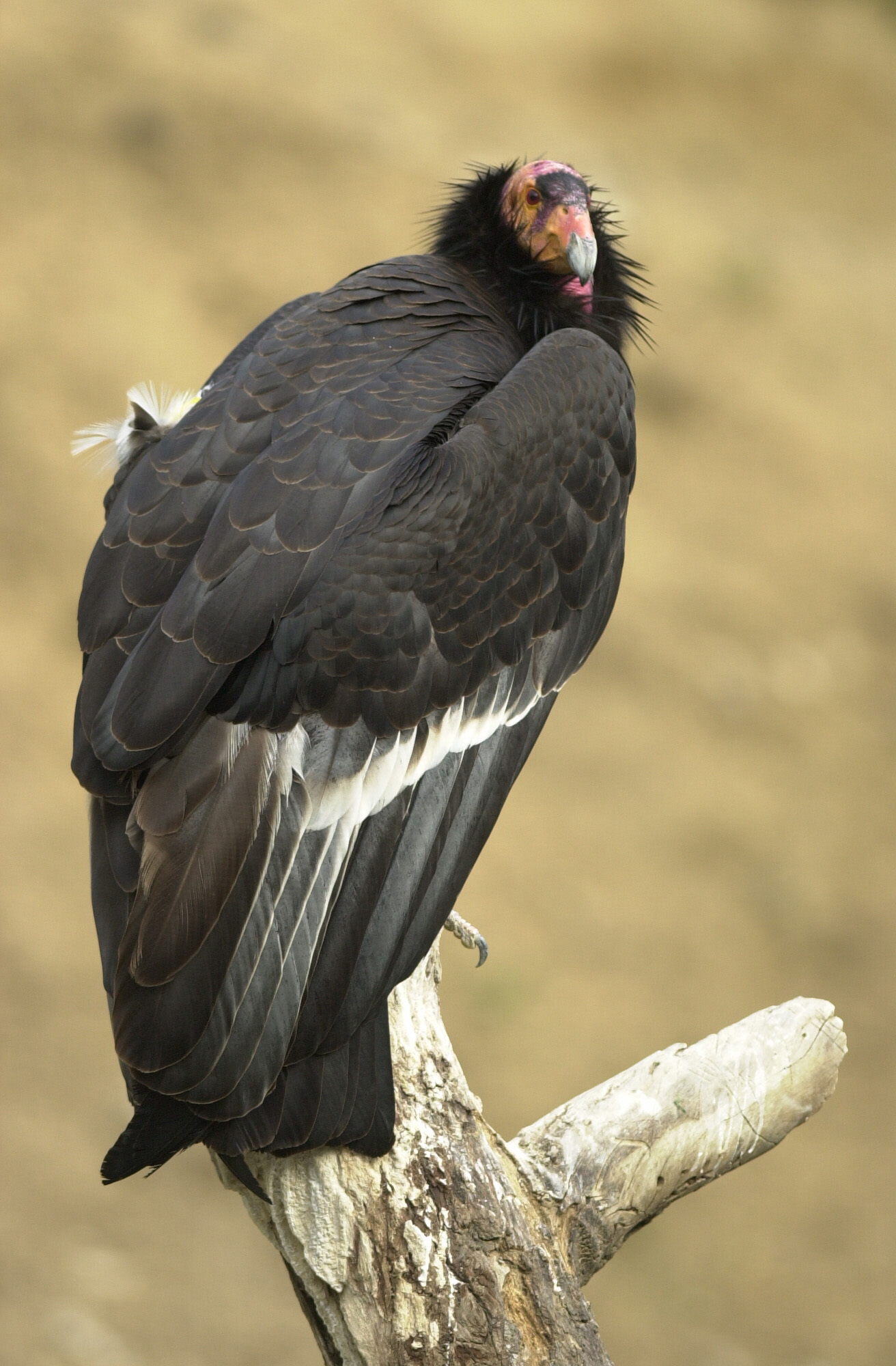
Vulturii Lumii Noi, cum ar fi condorul californian, au fost plasate incertae sedis în cadrul clasei Aves până la recunoașterea noului ordin Cathartiformes.

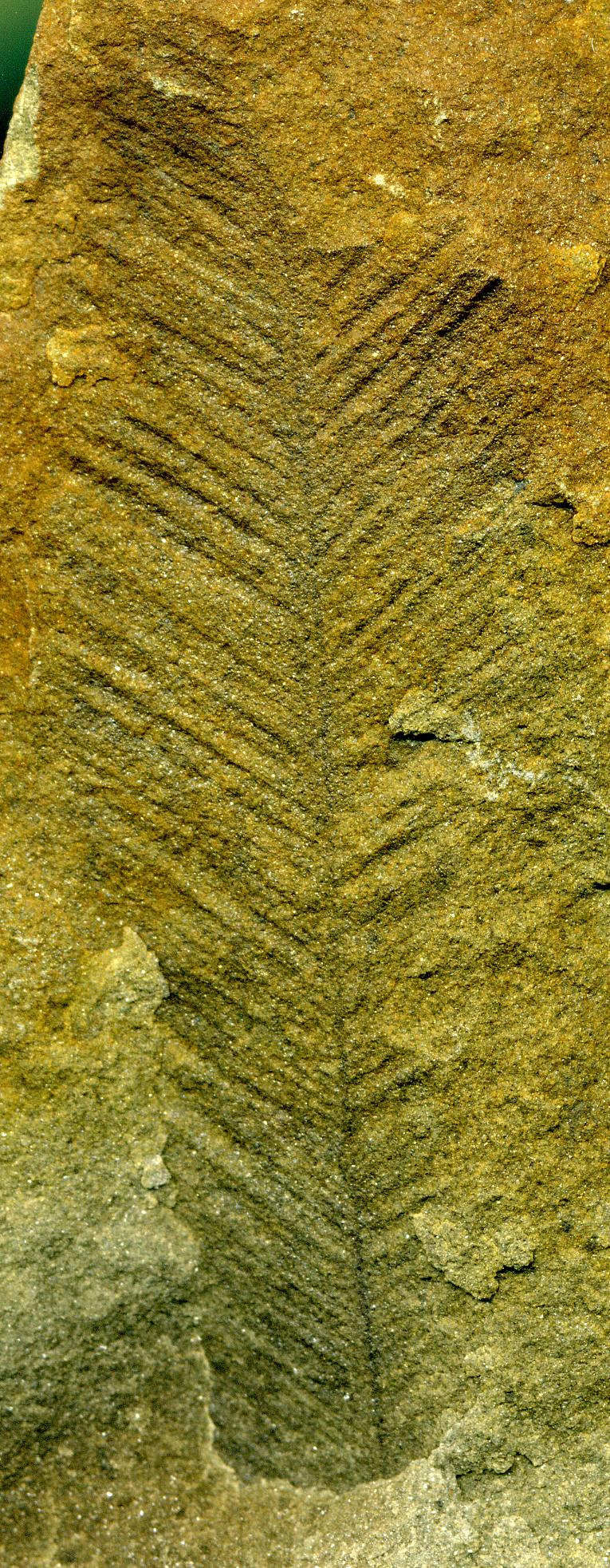
Plumalina plumaria Hall, 1858 (6.3 cm tall), Upper Devonian of western New York State, US. Workers usually assign this organism to the hydrozoans (phylum Cnidaria, class Hydrozoa) or the gorgonarians (phylum Cnidaria, class Anthozoa, order Gorgonaria), but it is probably safest to refer to it as incertae sedis.

Incertae sedis (latinescul pentru plasare necunoscută) este un termen utilizat pentru a defini un grup taxonomic în cadrul căruia relațiile taxonomice largi sunt necunoscute sau greu de definit. Alternativ, astfel de grupuri sunt frecvent menționate și ca enigmatic taxa. Incertitudinea unui anumit nivel taxonomic este atribuit de termenul  incertae familiae (familie necunoscută), incerti subordinis (subordin necunoscut), incerti ordinis (ordin necunoscut) și de alți termeni similari.

## Exemple
- Planta fosilă  Paradinandra suecica nu a putut fi atribuită niciunei familii, dar a fost încadrată în ordinul Ericales atunci când a fost descrisă în 2001.[6]
- Fosila Gluteus minimus, descrisă în 1975, nu a putut fi atribuită niciunei încregnături .[7] Prin urmare, încregnătura este incertae sedis în cadrul regnului Animalia.
- Deși nu era clar cărui ordin ar trebui atribuit vulturul Lumii Noi (familia Cathartidae), acestea au fost plasate în Aves incertae sedis.[8] Mai târziu s-a convenit să fie plaste într-un ordin separat, Cathartiformes.[9]
- Longbillul lui Bocage, Motacilla bocagii, cunoscut anterior sub numele de Amaurocichla bocagii, este o specie de paseriformă care aparține suprafamiliei Passeroidea. Deoarece nu era clar din ce familie aparținea, acesta a fost clasificat ca Passeroidea incertae sedis, până când un studiu filogenetic din 2015 l-a plasat în Motacilla din Motacillidae.[10][11]